# Aldharti, Devadurga
Aldharti là một làng thuộc tehsil Devadurga, huyện Raichur, bang Karnataka, Ấn Độ.